# Frans Cuijpers
Frans Cuijpers (12 april 1962) is een Nederlandse schaker met FIDE-rating 2432 in 2017. Hij is sinds 1984 een  internationaal meester (IM).
- In 1982 en 1991 won hij het DD Weekendtoernooi.[1]
- In 1984 en in 1988 won Cuijpers het Open Kampioenschap van Utrecht.[2] In 1990 won hij het Chrysantentoernooi in Heerhugowaard.
- In 1993 won hij het open kampioenschap van Gouda.[3]
- In 2001 speelde Frans Cuijpers mee in een weekend-vierkamp tijden het Corus toernooi; hij eindigde hierbij op de eerste plaats, vóór Harmen Jonkman.
- In 2007 werd hij derde in de A-groep van het Hypercube snelschaaktoernooi.[4]
- In 2009 werd hij vijfde bij het Nederlands kampioenschap schaken.

## Partij tegen Garri Kasparov
Tijdens het wereldkampioenschap van de jeugd in 1980 te Dortmund speelde Frans met zwart tegen Garri Kasparov, het was een Ben-Oni partij in de Taimanov variant code A-76 die door Kasparov gewonnen werd.
Kasparov - Cuijpers

1.d4 Pf6 2.c4 e6 3.Pc3 c5 4.d5 e6xd5 5.c4xd5 d6 6.e4 g6 7.f4 Lg7 8.Lb5+ Pfd7 9.a4 0-0 10.Pf3 a6 11.Le2 Pf6 12.0-0 Dc7 13.e5 Pe8 14.e6 f7xe6 15.Lc4 De7 16.d5xe6 Pc6 17.f5 Pc7 18.Lg5 Lf6 19.Pe4 Lxg5 20.Pf3xg5 g6xf5 21.Pxd6 Pd4 22.Dh5 Lxe6 23.Tae1 Tf6 24.Pxf5 Pxf5 25.Pxe6 Pxe6 26.Txe6 Txe6 27.Dxf5 Te8 Te1 (1-0)
(diagram)

## Externe koppelingen
- (en)   Informatie over schaakpartijen van Frans Cuijpers op ChessGames.com
- (en)   Informatie over schaakpartijen van Frans Cuijpers op 365chess.com
- (en)  FIDE-ratinggegevens voor Frans Cuijpers